# Ciasnocha (koszula)

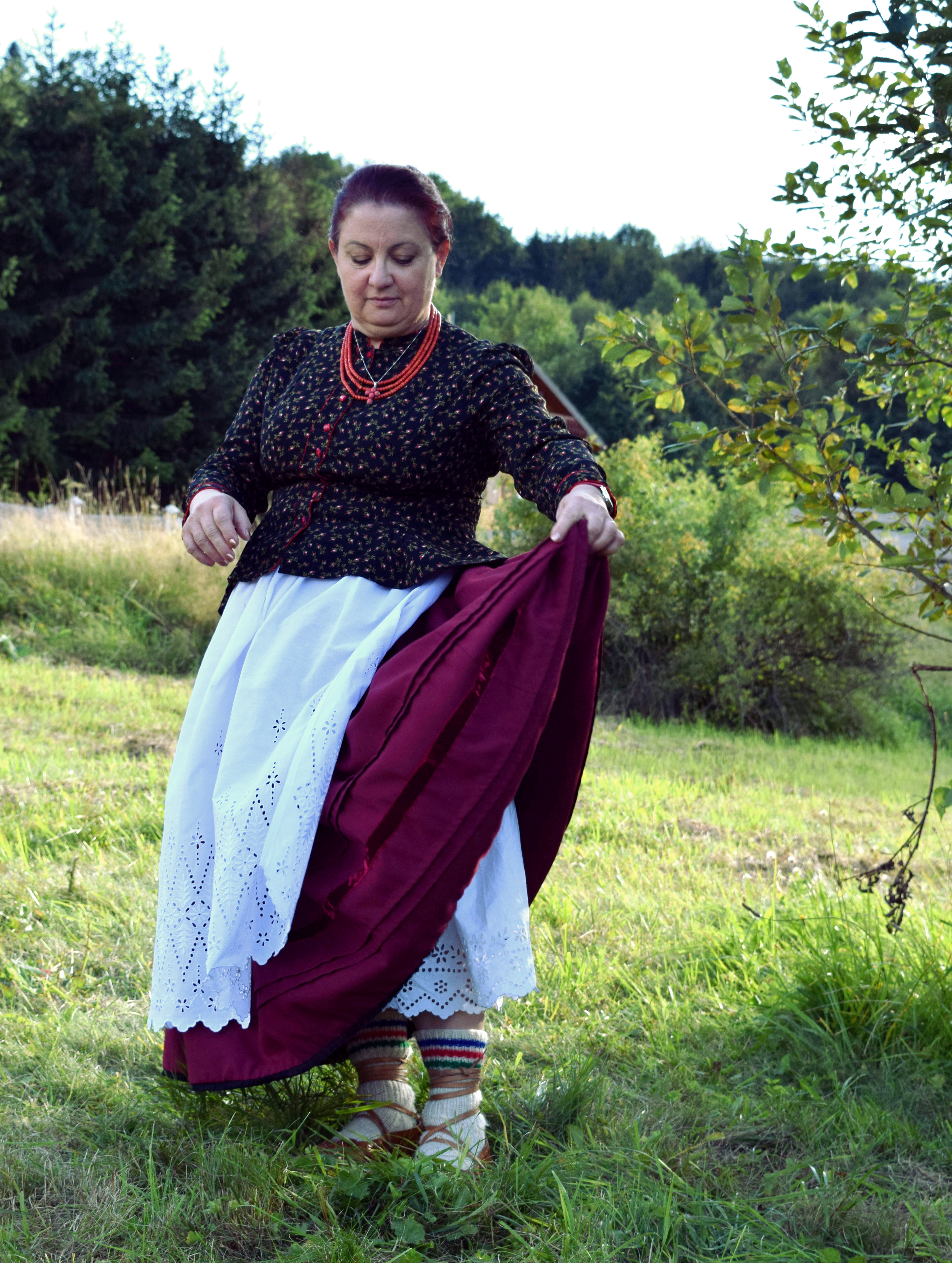
Strój górali żywieckich, kobiecy. Widoczna dolna część ciasnochy - tzw. podpasnik

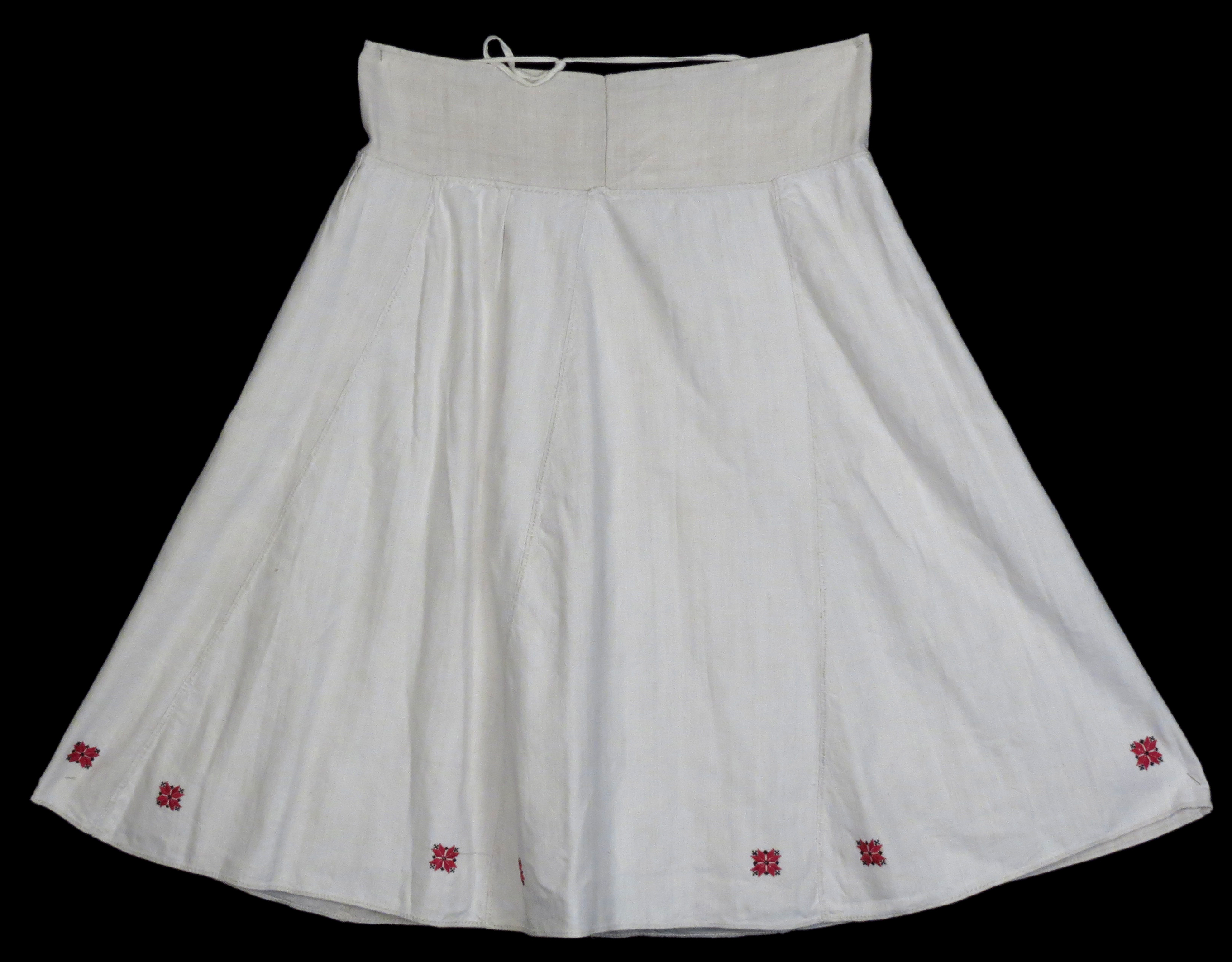
Ciasnocha ze Słowacji

Ciasnocha – odświętna koszula spodnia noszona przez kobiety, jeden z najdawniejszych typów kobiecej koszuli w stroju polskim. Obecna w stroju górali śląskich i górali żywieckich. Nazwa nawiązuje do kroju ubrania - ciasno przylegającej do ciała tkaniny (początkowo o kształcie workowatym, potem szytej dwuczęściowo: obcisłą góra, luźniejszy dół).